# 정미경 (배우)
정미경(1965년 8월 17일 ~ )은 대한민국의 배우이다.

## 학력
- 명지전문대학 공업디자인학과 (졸업)

## 출연작

### 영화
- 2014년 《아무것도 사라지지 않는다》 ... 미영 모친 역
- 2015년 《강남 1970》 ... 정민 모 역
- 2015년 《검은손》 ... 도우미 아줌마 역
- 2015년 《극비수사》 ... 중산집 손님들 역
- 2016년 《양치기들》 ... 진짜 강선영 역
- 2016년 《고산자, 대동여지도》 ... 중산집 손님들 역
- 2016년 《걷기왕》 ... 경운기 아줌마 1 역
- 2017년 《꾼》 ... 마을 피해자 역
- 2017년 《아기와 나》 ... 캐셔 아주머니 역
- 2017년 《기억의 밤》 ... 동네 아줌마 역
- 2017년 《강철비》 ... 중국집 여주인 역
- 2018년 《엄마의 공책》 ... 채소가게 주인 역
- 2018년 《허스토리》 ... 여사장들 역
- 2018년 《안시성》 ... 안시성민 역
- 2019년 《사바하》 ... 신도 역
- 2019년 《어쩌다, 결혼》 ... 복국집 가게이모 역
- 2019년 《악인전》 ... 피해자 가족 1 역
- 2019년 《어제 일은 모두 괜찮아》 ... 초등 급식실 직원 역
- 2020년 《침입자》 ... 성전 간부 신도 역
- 2020년 《오케이 마담》 ... 채소가게 상인 역
- 2021년 《미션 파서블》 ... 포장마차 주인 역
- 2021년 《캐논 볼》 ... 연정 모 역
- 2021년 《싸나히 순정》 ... 고산댁 역

### 단편영화
- 2015년 《잉걸》
- 2016년 《구토》
- 2017년 《백천》 ... 약국손님 역

### 드라마
- 채널A 모큐드라마 《천 개의 비밀 어메이징 스토리》... 동네 아줌마 역
- 2012년 TvN 《인현왕후의 남자》 ... 하녀 역
- 2021년 넷플릭스《오징어 게임》... 274번 역
- 2022년 KBS2 《현재는 아름다워》 ... 유나 모 역